# Гайнц Шмалікс
Гайнц Шмалікс (нім. Heinz Schmalix, 24 липня 1910 — 6 жовтня 1975) — німецький хокеїст на траві.
Срібний призер Олімпійських Ігор 1936 року.